# Phryxe superba
Phryxe superba là một loài ruồi trong họ Tachinidae.